# FernGully, az utolsó esőerdő
A FernGully, az utolsó esőerdő (eredeti cím: Ferngully: The Last Rainforest) 1992-ben bemutatott egész estés amerikai rajzfilm, amely Diana Young azonos című regényéből készült. A filmet William Kroyer rendezte. A FernGully a természet szeretetéről, megóvásáról szól. A film volt ez első a három animációs film közül, amit a Fox a kilencvenes évek elején vetített. A Volt egyszer egy erdő (Once Upon a Forest, 1993) és a Könyvek parancsnoka (The Pagemaster, 1994) egyaránt sikeresek voltak. A FernGullyból készült egy sikertelen folytatás is, a FernGully 2. – Mágikus mentőakció (FernGully: The Magical Rescue) címen, amely csak videókazettán jelent meg, és nem az első részben hallott amerikai színészek szólaltak meg benne. A forgatókönyvet Jim Cox írta, a rajzfilmet Bill Kroyer rendezte, a zenéjét Alan Silvestri szerezte, a producerei Robert W. Cort és Ted Field voltak. A FAI Films, a Kroyer Films és a Youngheart Productions készítette, a 20th Century Fox forgalmazta.
Amerikában 1992. április 10-én mutatták be a mozikban, Magyarországon 1995. május 4-én adták ki VHS-en.

## Cselekmény
|  | Alább a cselekmény részletei következnek! |

A történet FernGully-ban játszódik, ami egy esőerdő Ausztrália egyik hegyének a közelében. Főszereplője egy kíváncsi tündérlány, Crysta, aki meglátja, mi rejlik a fákon túl, és azt gondolja hogy a hegyekben élnek az emberek. De Crysta tanára és egyben "anya-figurája", Magi Lune azt mondta neki, hogy az emberek már kihaltak. A tündérek úgy gondolnak az emberekre, mint mesebeli teremtményekre. Az ősi történeteikben az emberek velük éltek együtt, de mikor Hexxus, a pusztítás gonosz szelleme szinte teljesen elpusztította FernGullyt, kimenekültek az erdőből és sohasem tértek vissza. Hexxust később egy odvas fába zárták a tündérek. Mikor Crysta beszél a különös felhőről, amit látott, Magi elmondja neki hogy azt füstnek hívják. Mikor Crysta Hexxussal azonosítja a füstöt, Magi elutasítja az ötletét: "Nincs olyan erő a természetben amivel ki lehetne szabadítani és nincs olyan méreg ami táplálná. Hexxust örökre elzártam." – Mondja Magi.
Eközben egy mentálisan sérült denevér, Batty Koda is felbukkan, aki egy laboratóriumból szabadult, ahol kísérleteket végeztek rajta. Drótokat és antennákat ültettek a fejébe. Crysta és Batty ezután az erdő egy másik felére repülnek, ahol találkoznak egy fiatalemberrel, Zakkal. Zak és a társai fakitermelést végeznek, Zak pedig megjelöli a fákat amik alkalmasak a bedolgozásra. Crysta megmenti Zakot egy kidőlő fától, mégpedig úgy, hogy elvarázsolja, és a fiú hüvelyk méretű lesz, csakúgy akár Crysta. Egy baleset folytán Zaket majdnem megeszi egy gyík, végül Crystáék győzik meg hogy ne falja fel.
Eközben Zak társai kivágják a Hexxust elzárva tartó fát, így kiszabadítják a gonosz szellemet. Hexxus őket használja fel a főnöküknek adva ki magát, hogy tartsanak FernGully felé, így Hexxus bosszút állhat a tündéreken. Ezt érzékelve Magi értesíti a tündéreket a veszélyről, míg Zak és Crysta kapcsolata elmélyül. Ezt követően Zak arra kényszerül hogy elmondja az igazságot az emberekről a tündéreknek, hogy mi az igazi oka annak, hogy itt vannak FernGully-ban.
Magi összehívja a tündéreket, majd feláldozza magát és az erejét átadja Crystának és a többi tündérnek (Zak is kap az erejéből) így már együtt szállnak szembe Hexxus-al. Zak leállítja a gépet, így megállítja Hexxus erejét, a füstöt. Ezután Hexxus egy csontváz alakját veszi föl a benzinből, és tüzet köp. Crysta látszólag feláldozza magát és berepül Hexxus szájába, de magával visz egy magot, amit bent a testében kicsíráztat, és a tündérek ezen felbátorodva ismét egy fába zárják Hexxus-t.
Crysta kikel egy virágból, nyomában pedig virágok nyílnak. Zak elbúcsúzik Crystától, és megígéri hogy megállítják az esőerdők pusztítását. Crysta szomorúan visszaváltoztatja Zak-et a normális nagyságába. Zak favágó társaival, Tonyval és Raph-al megy haza. Eközben Crysta átveszi Magi helyét és megtanulja irányítani a teremtés erejét, újra virágba borítva így mindent maga körül.
|  | Itt a vége a cselekmény részletezésének! |

## Szereplők
| Szereplő                | Eredeti hang      | Magyar hang        |
| ----------------------- | ----------------- | ------------------ |
| Hexxus                  | Tim Curry         | Buss Gyula         |
| Crysta                  | Samantha Mathis   | Somlai Edina       |
| Zak Young               | Jonathan Ward     | Bartucz Attila     |
| Batty Coda              | Robin Williams    | Bolba Tamás        |
| Pips                    | Christian Slater  | Fekete Zoltán      |
| Magi Lune               | Grace Zabriskie   | Győri Ilona        |
| Raph                    | Geoffrey Blake    | Albert Péter       |
| Tony                    | Robert Pastorelli | Horányi László     |
| III. Elder, Krysta apja | Neil Ross         | Szabó Ottó         |
| Root                    | Tommy Chong       | Bácskai János      |
| Tündér                  | Pamela Adlon      | Bácskai János      |
| Knotty                  | Townsend Coleman  | Vennes Emmy        |
| Tündér hölgy            | Janet Gilmore     | Vennes Emmy        |
| Stump                   | Cheech Marin      | Mikula Sándor      |
| Öreg tündér             | Naomi Lewis       | Mikula Sándor      |
| Ash                     | Danny Mann        | (saját hangján)    |
| Ock                     | Brian Cummings    | Németh Gábor       |
| Öreg szakállas tündér   | Kathleen Freeman  | Németh Gábor       |
| Rock                    | Anderson Wong     | ifj. Jászai László |
| Goanna                  | Tone Loc          | ifj. Jászai László |

## Filmzene
A filmzene albumán többen a karakterek hangján megszólaló színészek közül is közreműködtek. A film végén felcsillanó dalt, a "Some Other World"-öt Elton John énekelte fel, a szövegét pedig Bruce Roberts írta. A "Life is a Magic Thing"- et Johhny Clegg adta elő. A "Batty Rap" és a "Toxic Love" egyaránt Thomas Dolby szerzeménye, előbbit Robin Williams, utóbbit pedig Tim Curry énekelte (mindkét szám cenzúrán esett át, mert a szövegük túl "felnőttesre" sikerült, lásd Cenzúra!). A "Dream Worth Keeping"-et, ami a filmben kulcsszerepet játszik, Sheena Easton énekelte fel. A Raining Like Magic című számot Raffi énekelte fel, és a "Land of Thousand Dances"-t a Guy nevű együttes adta elő, ami egy régi szám feldolgozása. Tone Lōc pedig az "If I'm Gonna Eat Somebody (It Might As Well Be You)" című számot.

## Fogadtatás és kritika
A film vegyes fogadtatást kapott. A Rotten Tomatoes 67%-ra minősítette a filmet, valamint a Box Office Mojo "B" kategóriás filmnek nevezte. Ellenben Roger Ebert, filmkritikus a FernGullyra három csillagot adott a négyből. A FernGully jól teljesített a bevételi listákon. Az újranézésekkel, DVD és VHS eladásokkal és a látogatottságával együtt a FernGully 32,710,894 dollárt hozott a kiadónak. A film nézettségét az 1997-ben debütált Anasztázia (Anastasia) múlta felül.

## Cenzúra
Mielőtt a film a mozikba került volna, két betétdala esett át cenzúrán, a Batty Rap és a Toxic Love. A dalok hosszúsága mellett zavaró szöveget is tartalmazott. A Batty Rap című dalból kivágták azt a szövegrészt, amiben a Batty-n kísérletező tudósok egymással folytatott párbeszéde volt hallható. A Toxic Love azonban nem csupán vágáson, de szöveg szerkesztésen is túlesett. Hexxus egyik sora így hangzott volna: "Különleges vágyat érzek." Ezt a szexuális félreértés miatt kellett kivágni, és egy másik sora, a "Büdös lélegzettel vezérlem" végül "Édes lélegzettel vezérlem" lett. Mást nem vágtak ki Hexxus szövegéből, még a füst megnevezése (Anyatej)is megmaradt. A film filmzene albumára a dalok cenzúrázatlanul kerültek fel.

## Magyar változat
Magyarországon az InterCom forgalmazta a filmet. Megemlítendő, hogy a FernGully mint név, nem szerepelt a szinkronizált változatban. Helyette Páfrányosnak hívták, azonban a VHS borítón maradt a FernGully felirat. Magi-t "Nagyi"-nak hívta Crysta, valamint a filmben szereplő betétdalokat nem énekeltették fel a magyar színészekkel, eredetiben hagyták meg őket.

## Kritikák
- Original Version of Batty Rap. YouTube
- Final Film Version of Batty Rap. YouTube
- Original Version of Toxic Love. YouTube
- Final Film Version of Toxic Love. YouTube